# Claude-Ferdinand Gaillard
Ne doit pas être confondu avec Ferdinand Gaillard.
Pour les articles homonymes, voir Gaillard.
Claude-Ferdinand Gaillard né à Paris le 7 janvier 1834 et mort dans la même ville le 19 janvier 1887 est un graveur, un peintre, un illustrateur et un écrivain français.
Lauréat du prix de Rome en 1856 et président de la Société des graveurs au burin, le critique contemporain Henri Beraldi le qualifia de « grand et d'incomparable graveur ».

## Biographie
Fils d'un serrurier du Quartier latin, Ferdinand Gaillard — il signait ainsi ou « F. Gaillard » — étudie à l'École des beaux-arts de Paris en 1849-1850, dans l'atelier de Léon Cogniet, auprès de qui il apprend l'art de la gravure, auquel il se consacrera toute sa vie — même si on compte quelques rares portraits peints. Les collections de l'école de la rue Bonaparte conservent un fonds de ses travaux d'élève.
En 1853, il entre au service de l'atelier de gravure de James Hopwood (en) (1795-1855) et Lecouturier pour des raisons alimentaires : il n'y exécute que des gravures de reproduction et n'abandonne pas pour autant ses études, puisqu'il présente deux fois le concours et remporte, d'abord le deuxième prix de Rome de gravure en taille-douce en 1852, puis le premier prix de Rome de gravure en taille-douce en 1856. Ce prix lui ouvre les portes du traditionnel voyage en Italie qui le mène jusqu'à Naples et Pompéi, où il exécute quelques dessins et peintures d'après nature (1859).
En 1860, il commence à exposer à Paris ses gravures originales, essentiellement en pointe sèche, ce qui lui vaut de nombreuses critiques — notamment de la part de la Gazette des beaux-arts — mais l'artiste s'entête et finit par produire, en buriniste méticuleux, une texture singulière. Il refuse de se plier aux modes et rejoint même en 1863 le Salon des refusés, où il est repéré par le critique Philippe Burty. En 1867, il produit les gravures d'un recueil du poète occitan Frédéric Mistral, le Calendau, pouèmo nouvèu.

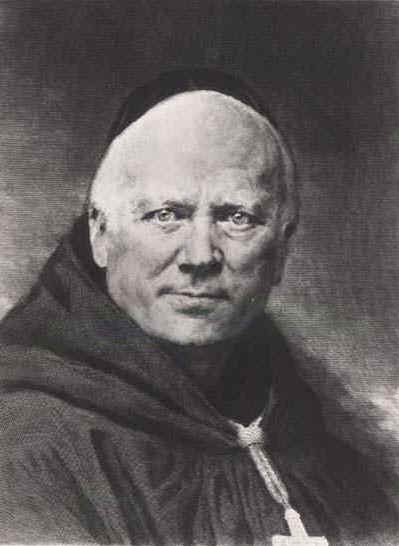
Dom Prosper Guéranger (1874), gravure.

Il exécute des portraits très réalistes de personnalités : son Dom Prosper Guéranger est l'une de ses gravures les plus célèbres, sans parler de L'Homme à l'œillet d'après Jan van Eyck qui lui demanda seulement huit jours de travail et qu'acheta 100 dollars, une somme confortable à l'époque, un collectionneur américain. Beraldi raconte qu'il passait un temps infini — deux ans parfois — à méditer avant d'attaquer et tailler la planche.
En 1876, il est nommé chevalier de la Légion d'honneur, puis promu officier en 1886. Cette année-là, il prend la présidence de la Société des graveurs au burin.
Il est présent à l'Exposition universelle de 1878 à la fois comme peintre et comme graveur.
Il fut le professeur du graveur français François-Eugène Burney (1845-1907) et de Tiburce de Mare avec lequel il se lia, et enseigna la technique de l'eau-forte à Vassili Mate. En 1885, il exposa et fut membre du jury dans la section de gravure au burin de la première Exposition internationale de blanc et noir  au pavillon de Flore à Paris.
Après sa mort, son atelier et ses collections de tableaux sont dispersés à Paris à l'hôtel Drouot, les 8 et 9 avril 1889. En avril 1898, Léonce Bénédite présente une rétrospective parisienne de son travail au musée du Luxembourg.
Sous le pseudonyme de Caroline de Beaulieu, Gaillard a également écrit quelques critiques et essais portant sur des graveurs, ainsi que deux courts romans. Il fait montre, sur le tard, d'un hommage appuyé à l'église catholique.
Une partie de sa production fut achetée par le département des estampes et de la photographie de la Bibliothèque nationale de France.

## Œuvres dans les collections publiques
- Compiègne, musée national du château de Compiègne : Portrait de Monseigneur de Ségur, vers 1879, huile sur toile.
- Paris :
  - Département des estampes et de la photographie de la Bibliothèque nationale de France : fonds de gravures.
  - École nationale supérieure des beaux-arts :
    - fonds de ses travaux d'élève[10] ;
    - La Toilette d'Hermaphrodite, aquarelle et gouache, 37 × 25,4 cm[11],[12] ;
    - Adonis blessé dans les bras de Vénus, aquarelle, 32,8 × 25,5 cm[13],[12] ;
    - La Préparation de la prêtresse, graphite, aquarelle et gouache, 37 × 38,5 cm[14],[12] ;
    - Scène de concert, graphite, aquarelle et gouache, 37 × 41,5 cm[15],[12] ;
    - L'Éducation d'Achille, aquarelle, 37,2 × 39,8 cm[16],[12].

  - musée d'Orsay :
    - Portrait de dame âgée, vers 1871, huile sur bois ;
    - Saint Sébastien, avant 1877, huile sur bois.

## Publications
- Caroline de Beaulieu (pseudonyme), Ferdinand Gaillard, maître graveur (1834-1887), Paris, Bloud et Barral, 1888  (lire sur Gallica). — Selon la BnF, il utilisait le pseudonyme de « Caroline de Beaulieu » : cet ouvrage est donc un ouvrage posthume portant sur lui-même.
- Caroline de Beaulieu (pseudonyme), Les grands artistes du XVIIIe siècle. Peintres. Sculpteurs. Musiciens, Paris : Librairie Bloud et Barral, 1887.

## Distinction
- Chevalier de l'ordre de Léopold (Belgique, 18 novembre 1875)[17].